# Marinha da Polônia
A Marinha Polonesa (em polonês/polaco:  Marynarka Wojenna, "Marinha de guerra") é o braço naval das Forças Armadas Polacas, responsável por operações navais. Atualmente consiste de 113 navios (incluindo 5 submarinos, 2 fragatas e 1 corveta, - em 2014) e tem 18 000 homens, entre marinheiros, oficiais e tripulantes em geral, nas suas fileiras. O seu prefixo naval é ORP (Okręt Rzeczypospolitej Polskiej, "Navios da República da Polônia").
A marinha polonesa é uma das maiores do Mar Báltico e também é uma das mais bem equipadas.

## Galeria

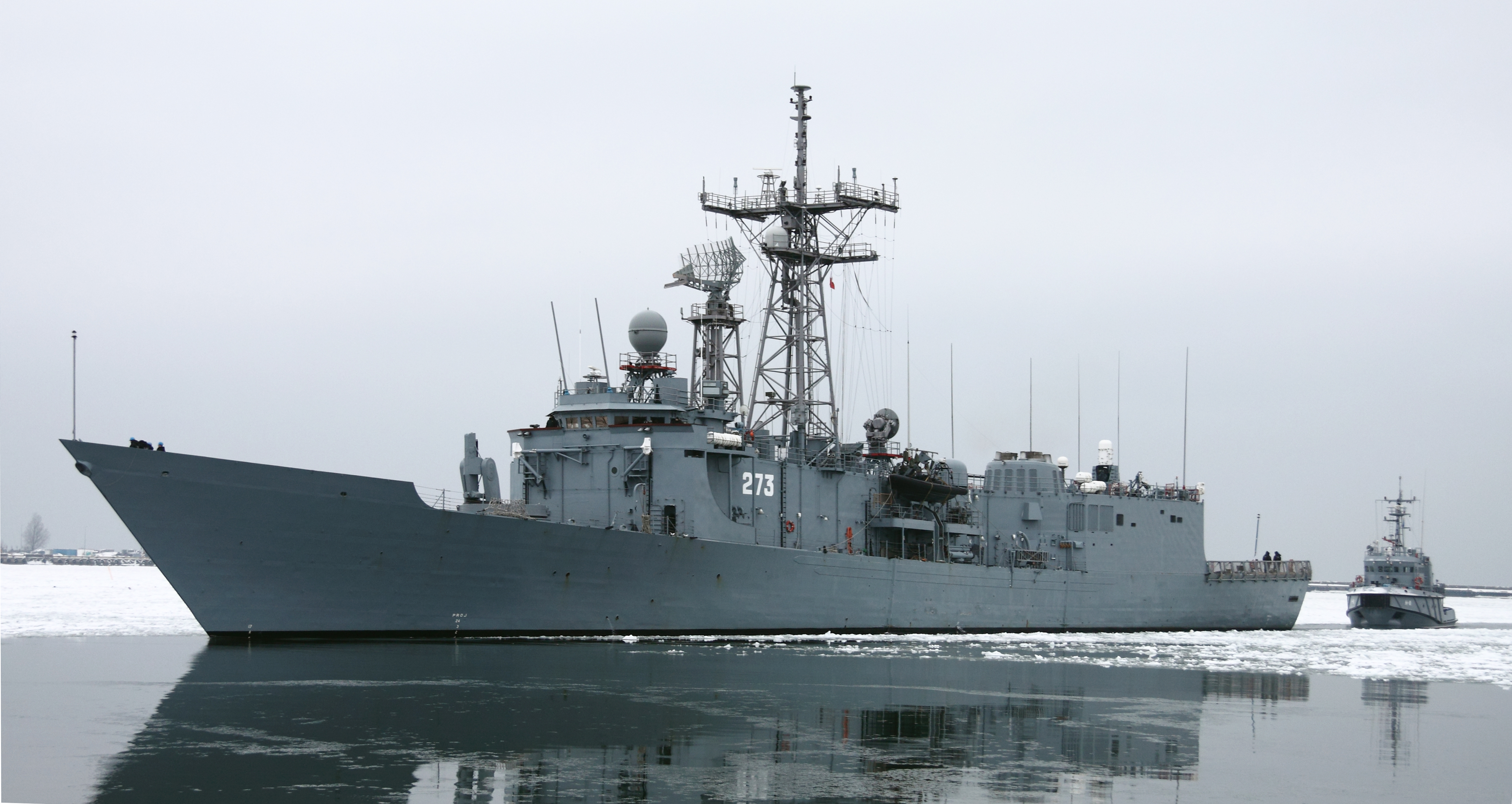
A fragata polonesa ORP Gen. T. Kościuszko, da classe Oliver Hazard Perry, de fabricação americana.
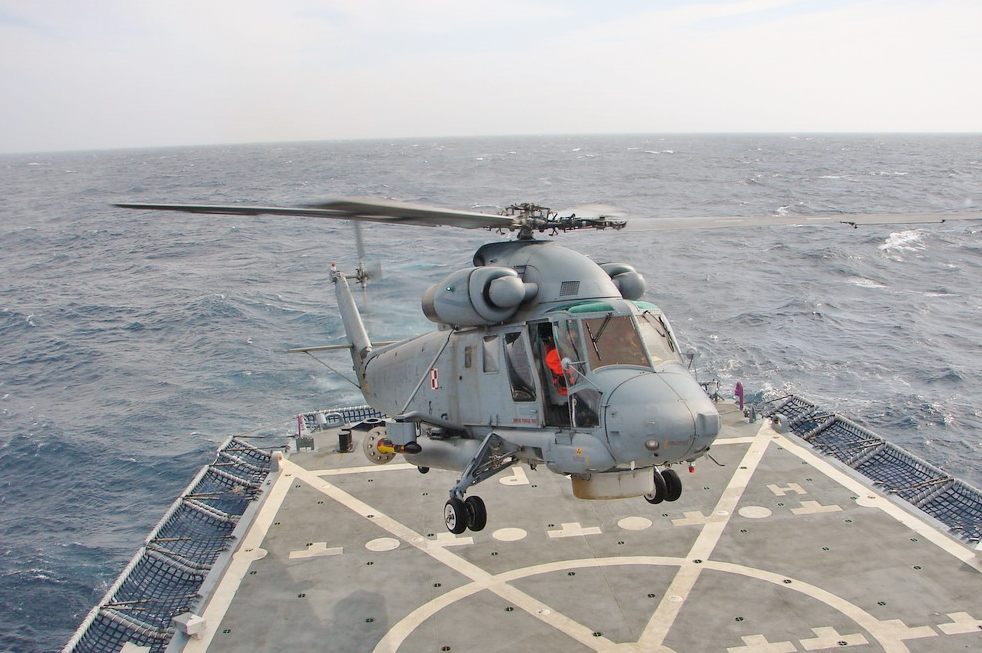
Um helicóptero SH-2G da marinha polaca.
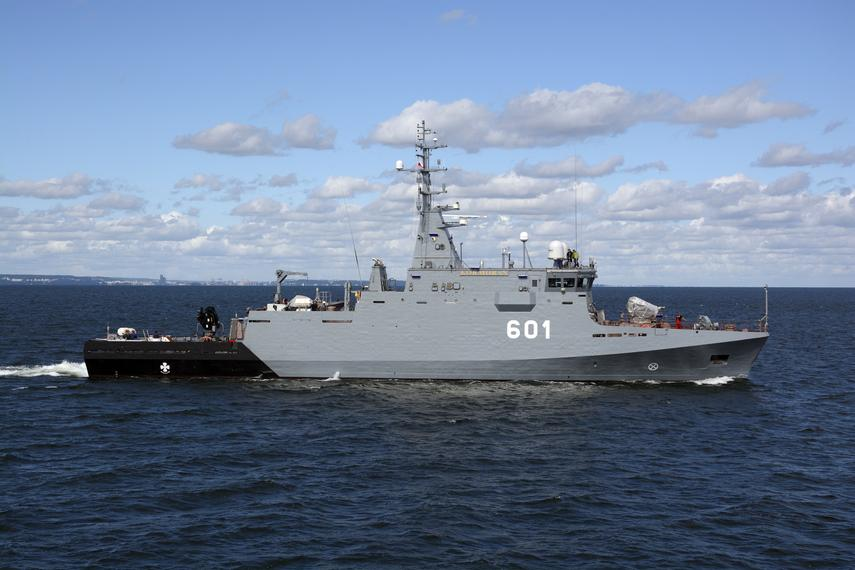
ORP Kormoran. Um caça-minas na baía de Gdańsk.
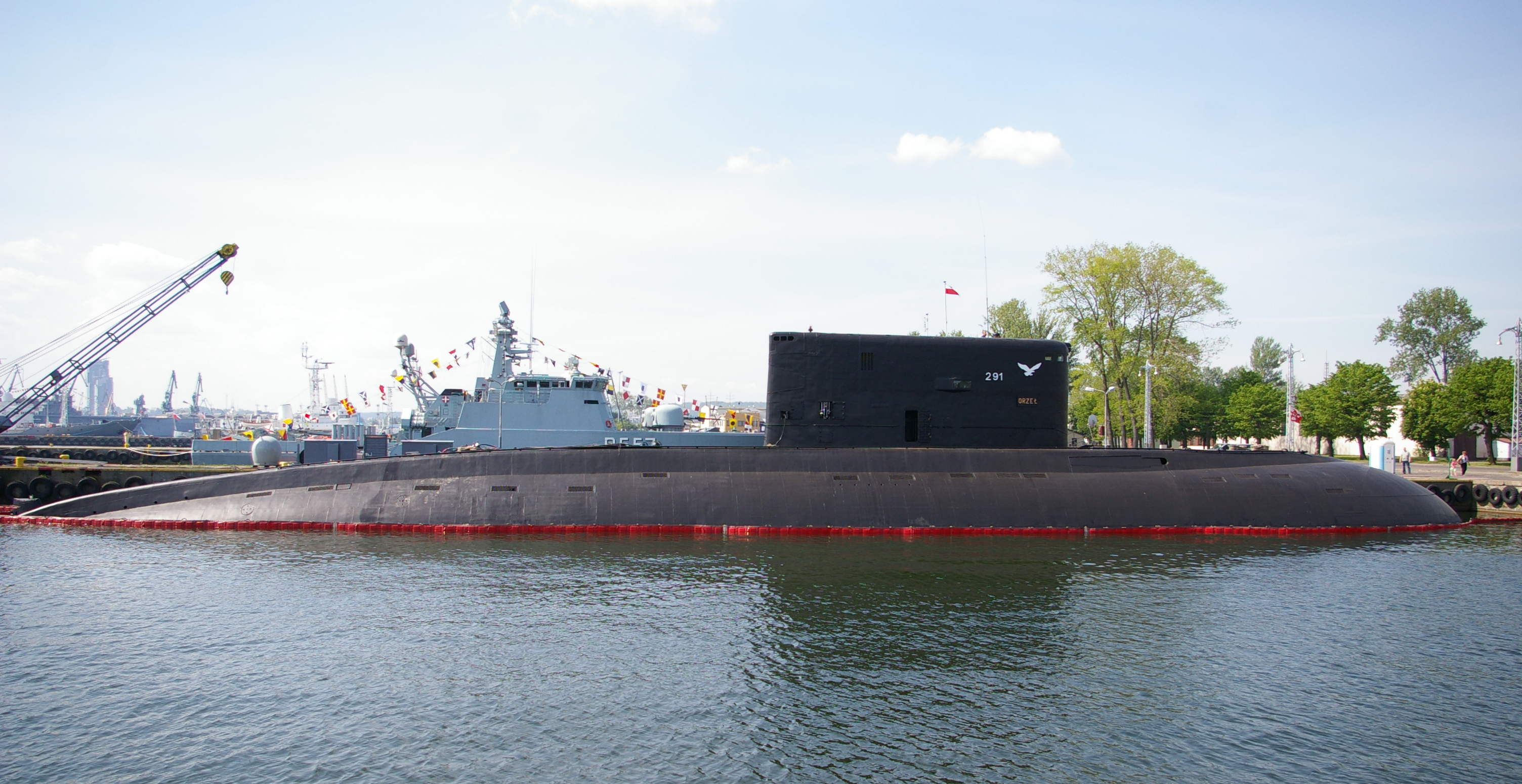
O submarino polonês Orzeł.
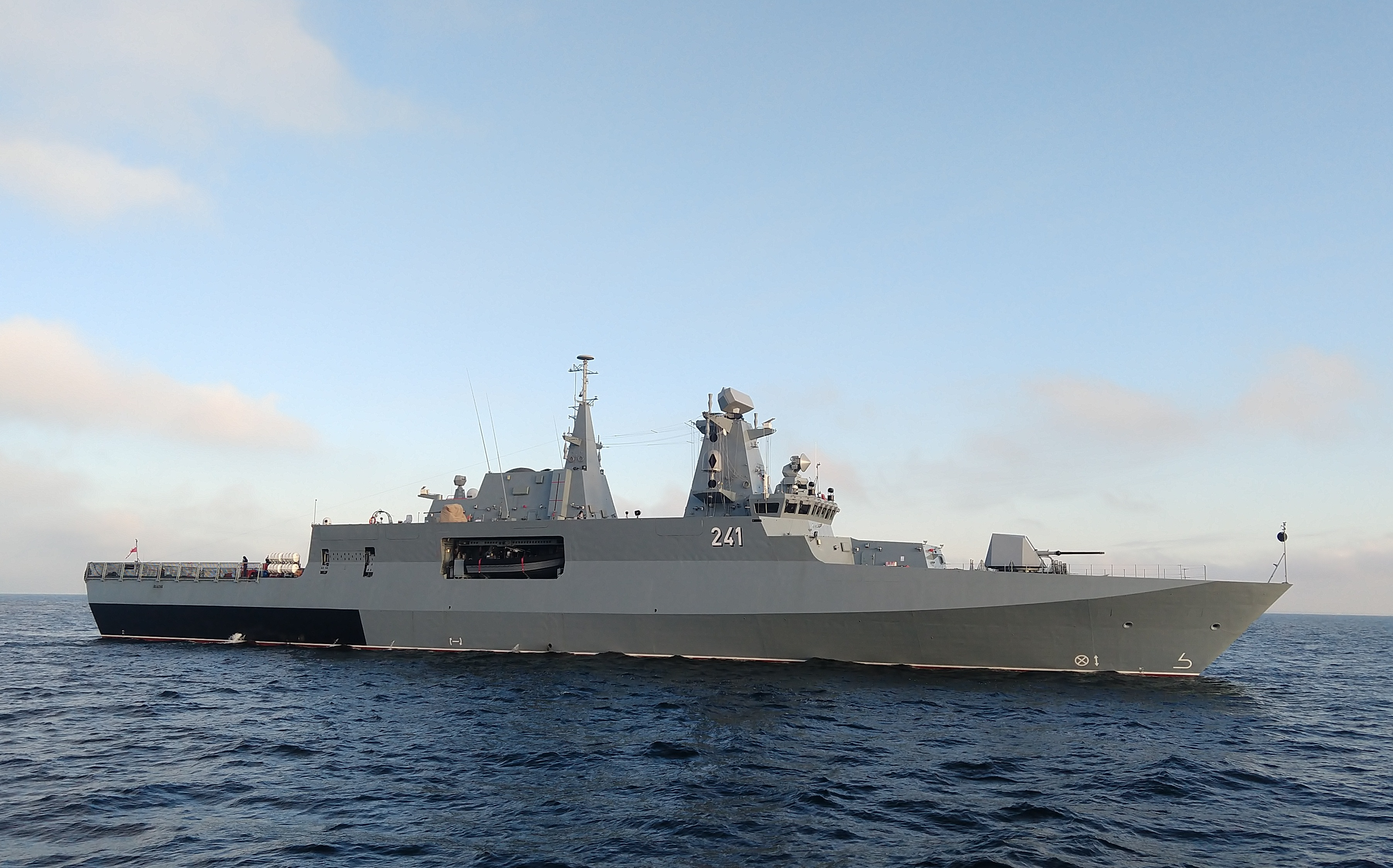
ORP Ślązak
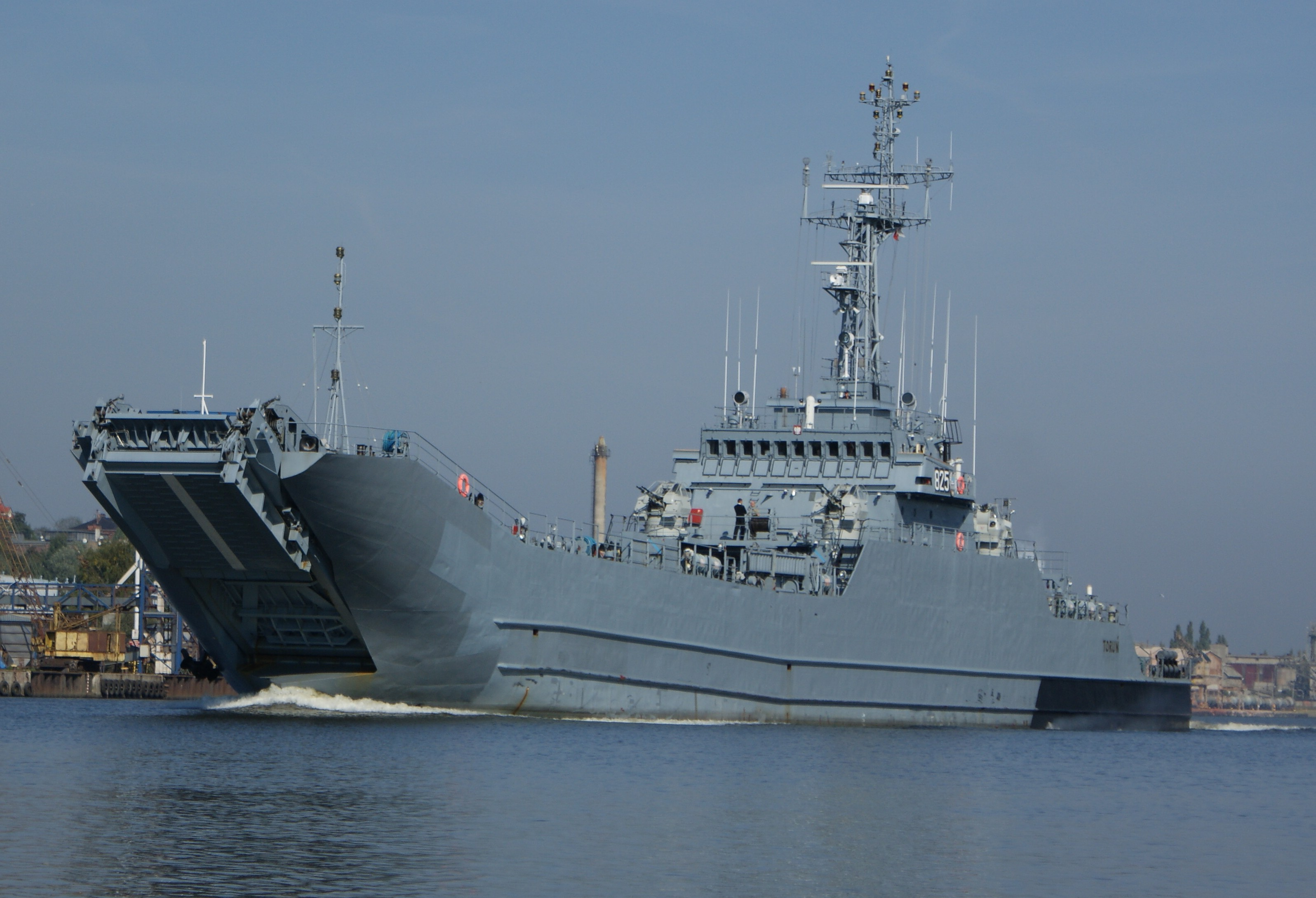
ORP Toruń